# Oepfershausen
Oepfershausen är en ortsteil i staden Wasungen i Landkreis Schmalkalden-Meiningen i förbundslandet Thüringen i Tyskland. Oepfershausen var en kommun fram till 1 januari 2019 när den uppgick i Wasungen. Kommunen Oepfershausen hade 461 invånare 2018.